# Los Caballeros del Zodiaco: Soldados Valientes
Saint Seiya: Brave Soldiers (聖闘士星矢 ブレイブ・ソルジャーズ  Seinto Seiya Bureibu Sorujāzu?), denominado en español Los Caballeros del Zodiaco: Soldados Valientes, es un juego de pelea lanzado en 2013 de la serie Saint Seiya que viene de la mano de Namco Bandai, cuenta con personajes jugables de las sagas del Santuario, Poseidón y Hades las cuales se narran dentro del universo de Saint Seiya. Los jugadores enfrentan en el transcurso del juego a varios personajes de Saint Seiya en los combates uno a uno que ocurren durante las historias que se narran en la serie animada.

## Jugabilidad
- Modo Historia: Los Caballeros de Bronce deben pasar por las Doce Casas para salvar a Saori Kido, así como las siguientes sagas de Poseidón y Hades.
  - Saga del Santuario: Esta batalla empieza, en busca de una respuesta a todo lo acontecido, queriendo buscar al patriarca se adentran al territorio donde Seiya obtuvo su Armadura de Pegaso, pero son atacados por un Santo de Plata (Tremy de Sagita o Flecha) quien les ataca con flechas, las cuales los Santos de Bronce los logran esquivar, pero Athena recibe una flecha dorada en su pecho. El Santo de Plata les dice que el único que puede retirar la flecha del pecho de Athena es el Patriarca pero solo tienen doce horas para atravesar las doce casas de las doce constelaciones del zodiaco resguardadas por los doce Santos de Oro, o de lo contrario la flecha atravesaría su corazón por completo.
  - Saga de Poseidón: Ha transcurrido un mes desde la gran batalla de las doce casas y Saori, regresa a cumplir con sus obligaciones como la heredera y administradora de la fortuna del difunto Mitsumasa Kido. Como tal, asiste a la fiesta del 16º cumpleaños de Julián Solo quien es el heredero de la familia de comerciantes marítimos del mismo apellido y cuyos familiares además, eran amigos cercanos del abuelo de Saori. En medio de la fiesta, Julián intenta proponerle matrimonio a Saori pero esta rechaza su proposición dejando a Julián atrás quien parece no tomárselo bien, Julián que momentos después de que Saori lo dejara, notó un extraño resplandor cercano, se acercó para ver qué era eso. Cuando ve de pronto, un tridente el cual brilla incesantemente. Al tiempo se le presenta una misteriosa mujer quien le dice que ese tridente pertenece a Poseidón, dios de los mares el cual ha reencarnado en el cuerpo de Julián. Julián al comienzo no le cree la historia a la mujer pero inmediatamente ambos se lanzan al mar y poco después Julián despierta en lo que parece ser un templo en el fondo del océano. Es el templo de Poseidón. Al poco tiempo de esto, una serie de lluvias, maremotos e inundaciones arrasan con el mundo. Saori intenta investigar el origen del fenómeno pero al poco tiempo se presenta ante ella la mujer que Julián conociera en antes. Su nombre es Thetis de Sirena, una amazona quien le revela la causa de las inundaciones: el Dios de los mares, Poseidón quien ha regresado a la vida, ha ocupado su puesto legítimo en el santuario submarino y le ha declarado la guerra a Atenea y a la humanidad.
  - Saga de Hades
- DLC: Caracteres extras y vestimentas descargables.

## Personajes jugables
| - Seiya de Pegaso (V1, V2, V3, Cloth de Sagitario, God Cloth, DLC Armadura de Odín, DLC Sin Armadura, DLC Ropa de Entrenamiento, DLC V2 Gold, DLC V3 OCE, DLC God Cloth OCE y V2 OCE Exclusivo de Edición de Colección) - Shiryū de Dragón (V1, V2, V3, Sin Armadura, Cloth de Libra, DLC V2 Gold, DLC V3 OCE y DLC Sin Armadura Ver. Saga de Hades) - Hyōga de Cisne (V1, V2, V3, Cloth de Acuario, DLC V2 Gold, DLC V3 OCE y DLC Sin Armadura) - Shun de Andrómeda (V1, V2, V3, DLC V2 Gold, DLC V3 OCE, DLC Sin Armadura y DLC Cloth de Virgo) - Ikki de Fénix (V1, V2, V3, DLC V2 Gold, DLC V3 OCE, DLC Sin Armadura y DLC Cloth de Leo) - Jabu de Unicornio - Ichi de Hidra - Marin de Águila (Con Armadura, DLC sin armadura y DLC sin máscara para ambos skins) - Shaina de Ofiuco (Con Armadura, DLC sin armadura y DLC sin máscara para ambos skins) - Orphee de Lira - Mu de Aries (Con Armadura y DLC sin armadura) - Aldebarán de Tauro - Saga de Géminis (Ambas Personalidades y Sapuri) - Armadura Vacía de Géminis - Death Mask de Cáncer (Con Armadura, sin armadura y Sapuri) - Aioria de Leo (Con Armadura y DLC sin armadura) - Shaka de Virgo - Dohko de Libra - Milo de Escorpio - Aioros de Sagitario (Con Armadura y DLC sin armadura) - Shura de Capricornio (Armadura Clásica, Sapuri y DLC Armadura Ver. Manga) - Camus de Acuario (Con Armadura, Sapuri y DLC sin armadura) - Afrodita de Piscis (Con Armadura y Sapuri) - Shion de Aries (Cloth de oro de Aries exclusivo de preorden y Sapuri de Aries) | - Bian de Hipocampo - Eo de Escila - Krishna de Crisaor - Kasa de Lymnades - Isaac de Kraken - Kanon de Dragón Marino (Con y Sin Casco, Cloth de Géminis y DLC Sin Armadura) - Sorrento de Sirena - Minos de Grifo - Radamanthys de Wyvern - Aiakos de Garuda - Saori Kido, Atenea - Julián Solo, Poseidón (Con y sin escamas de Poseidon) - Thanatos - Hipnos - Hades |